# Шпигун, Олег Алексеевич
Олег Алексеевич Шпигун (род. 16 ноября 1946, Москва) — российский химик-аналитик, специалист в области ионной хроматографии и ВЭЖХ; член-корреспондент РАН (2006).

## Биография
Олег Алексеевич родился в Москве в 1946 году в семье военного и домохозяйки.
В 1953 году поступил в школу, в которой на седьмом году обучения Олега Алексеевича привлекла химия. На выбор профессии повлиял учитель. Окончательный выбор будущей специальности был сделан в 9 классе. В школе Олег Алексеевич активно занимался баскетболом, играл за сборную школьников города Москвы, что в дальнейшем повлияло на выбор университета.
В 1964 году поступил в МГУ им. М. В. Ломоносова. Поступление было трудным, так как конкурс на химическую специальность в этом году был очень высок — 24 человека на место среди школьников.
В 1969 году окончил университет, выбрав аналитическую химию в качестве специальности. Дипломная работа была выполнена в лаборатории спектрофотометрии, там же Олег Алексеевич начал работать в качестве младшего научного сотрудника.
В 1974 году защитил кандидатскую диссертацию в той же лаборатории.
В 1988 году Олег Алексеевич возглавил лабораторию хроматографии. В ноябре 1989 года защитил докторскую диссертацию по ионной хроматографии.
В 1993 году стал профессором кафедры аналитической химии, 25 мая 2006 года избран членом-корреспондентом РАН по Отделению химии и наук о материалах. Член Бюро НСАХ РАН. Лауреат Государственной премии РСФСР за 1991 год. Вице-президент Всероссийской ассоциации «Экоаналитика». Руководитель секции журнала «Заводская лаборатория. Диагностика материалов». Член редколлегий журналов: «Журнал аналитической химии», «Вестник Московского университета. Серия 2. Химия».

## Научная деятельность
Работал в лаборатории спектрофотометрии в качестве младшего научного сотрудника. В 1978 году был переведён в лабораторию концентрирования, которую возглавлял академик Юрий Александрович Золотов.
В 1979 году Олег Алексеевич был переведён в только что организованную лабораторию хроматографии. По инициативе Ю. А. Золотова ему было поручено направление по ионной хроматографии.
В 1982 году уже появилась первая публикация по ионной хроматографии.
В 1988 году Олег Алексеевич возглавил лабораторию хроматографии. В ноябре 1989 года защитил докторскую диссертацию по ионной хроматографии. Сотрудники лаборатории хроматографии активно занималась созданием отечественного ионного хроматографа, за что в 1991 году коллективом сотрудников (в том числе и Шпигуном О. А.) была получена Государственная премия Российской Федерации. Затем в лаборатории хроматографии начали развиваться такие разделы, как капиллярный электрофорез, обращённо-фазовая жидкостная хроматография, хиральная хроматография. В результате исследований хроматографических методов под руководством О. Шпигуна были предложены новые неподвижные фазы на основе аминокислот, полиэлектролитные и цвиттер-ионные сорбенты для ионной хроматографии. Разработана система каталитического детектирования для жидкостной хроматографии. Получены новые хиральные селекторы на основе хитозана и антибиотиков для разделения оптических изомеров. Изучены псевдонеподвижные фазы для капиллярного электрофореза на основе алифатических поликатионов.
В настоящее время в лаборатории хроматографии 9 сотрудников и 5 аспирантов. Здесь развиваются следующие направления исследований:
- ионная хроматография с позиции синтеза собственных ионообменников;
- микроэмульсионная хроматография[6];
- хиральная хроматография;
- тандемная хромато-масс — спектрометрия[7]

## Аналитический центр
С 1998 по 2019 год Олег Алексеевич возглавлял Аналитический центр химического факультета МГУ, имеющий прикладной характер. Основное направление: разработка новых методик под конкретные задачи. Имеет три отдела: «мокрая» химия, хроматография с хромато-масс-спектрометрией, спектральный отдел.

## Преподавательская деятельность
Олег Алексеевич читает лекции по хроматографии для 4 курса. В рамках американской партнёрской лаборатории Agilent проводится большое количество курсов повышения квалификации, на которых Олег Алексеевич также читает лекции. Регулярно читает курс лекций в Архангельском Северном Арктическом Федеральном Университете.
Под его руководством защищено 19 кандидатских диссертаций.

## Основные труды
Олег Алексеевич — автор 386 статей, 154 доклада на конференциях, 59 тезисов докладов, 28 НИР, 20 патентов, 8 учебных курсов и 14 книг, среди которых:
1. Барбалат Ю. А., Брыкина Г. Д., Гармаш А. В., Долманова И. Ф., Железнова А. А., Иванов В. М., Пасекова Н. А., Прохорова Г. В., Фадеева В. И., Шведене Н. В., Шеховцова Т. Н., Шпигун О. А., Золотов Ю. А. Основы аналитической химии. Практическое руководство, 2001.
2. Алов Н. В., Барбалат Ю. А., Брыкина Г. Д., Витер И. П., Гармаш А. В., Дмитриенко С. Г., Долманова И. Ф., Железнова А. А., Иванов В. М., Осипова Е. А., Осколок К. В., Пасекова Н. А., Поленова Т. В., Прохорова Г. В., Торочешникова И. И., Фадеева В. И., Шведене Н. В., Шеховцова Т. Н., Шпигун О. А., Золотов Ю. А. Основы аналитической химии, кн. 2, 2004
3. Касимов Н. С., Кондратьев А. Д., Королёва Т. В., Кречетов П. П., Неронов В. В., Попик М. В., Смоленков А. Д., Фадеев А. С., Черницова О. В., Шпигун О. А. Экологический мониторинг ракетно-космической деятельности, 2011
4. Алов Н. В., Гармаш А. В., Дмитриенко С. Г., Долманова И. Ф., Золотов Ю. А., Иванов В. М., Фадеева В. И., Шаповалова Е. Н., Шеховцова Т. Н., Шпигун О. А., Проскурнин М. А. Основы аналитической химии, Под ред. Золотова Ю. А. 5-е изд, Т-2, 2012
5. Большова Т. А., Брыкина Г. Д., Борзенко А. Г., Гармаш А. В., Дмитриенко С. Г., Долманова И. Ф., Дорохова Е. Н., Золотов Ю. А., Иванов В. М., Фадеева В. И., Шеховцова Т. Н., Шпигун О. А. Основы аналитической химии, Под ред. Золотова Ю. А. 6-е изд., перераб. и доп., Т-1, 2014

## Личная жизнь, семья
Состоял в браке с химиком Л. К. Шпигун. В настоящее время в браке с Т. Н. Шеховцовой, которая также является сотрудником кафедры аналитической химии (заведующая лабораторией кинетических методов анализа, заместитель заведующего кафедрой по учебной работе). Трое сыновей. Старший сын Кирилл (род. 1970) — банкир, окончил факультет вычислительной математики и кибернетики МГУ. Двое других — географический факультет.

## Награды
- Почётная грамота Президента Российской Федерации (5 февраля 2024 года) — за заслуги в развитии отечественной науки, многолетнюю плодотворную деятельность и в связи с 300-летием со дня основания Российской академии наук[9].
- Государственная премия РСФСР в области науки и техники (1991).